# 島嶼防衛
島嶼防衛（とうしょぼうえい、英: Island defense）とは、島嶼部への侵攻に備えて警戒監視を行い、攻撃を受けた場合は陸上部隊が航空機や艦艇との統合作戦によってこれを防衛・奪回すること。離島防衛（りとうぼうえい、英: Defense of remote islands）とも称される。

## 島嶼戦
島嶼戦は単なる陸戦ではなく、その周囲の空間における海戦および航空戦とも密接に関連する。特に航空機や潜水艦の登場以降、島嶼戦は立体戦としての様相をも呈するようになった。また、小さな絶海の孤島での戦いは単発の作戦で終わる場合もある一方、列島での戦いでは、複数の作戦が連続的に展開される戦役となる可能性も高い。特に地上兵力と航空兵力が力を発揮するには、常続的に海上からの補給を行う必要があり、海上輸送作戦を繰り返すことになるため、戦役としての性格を帯びやすい。
すなわち、現代の島嶼戦は、地理的な特徴の異なる島々を戦場として、戦役という時間軸と、立体戦という空間の拡がりが組み合わさった、複雑な構造を持つ。このような戦いを有利に運ぶには、陸・海・空の各軍種の統合力の発揮と、適切な作戦術が必要となる。
なお島嶼戦では、攻める側は万全の準備で進攻してくるため、守備隊は最初から劣勢に立たされる可能性が高い上に、攻める側はどこを攻撃するかを選択する自由を有しており、特に広い海面あるいは列島線における島嶼戦では、待ち受ける側が戦略的な態勢において圧倒的に不利となる。

## 日本での状況
尖閣諸島を含む沖縄に対する施政権に関して、日本は尖閣諸島を「我が国固有の領土」として実効支配している。これに対して、中華人民共和国と中華民国は、それぞれ尖閣諸島の領有権を主張している。
特に中国は、2008年（平成20年）に自国公船を尖閣諸島の領海に侵入させたのを端緒として、公船による領海侵入・遊弋や漁船による体当たり、軍用機による領空侵犯や戦闘機による自衛隊機への異常接近など、敵対的・高圧的な不法行為を頻発させている。これらの頻度は2012年（平成24年）9月の尖閣諸島国有化を契機として劇的に増加し、また従来は台湾への侵攻を主目的としていた上陸戦訓練についても、尖閣諸島も侵攻対象とした訓練も行われるようになった。

### 警察力による対応
中国は、中国海警局や中国人民軍海上民兵による海上グレーゾーン作戦という形で、日本政府が自衛隊に防衛出動を命令できない程度の低烈度にとどめつつ権益主張を行使する可能性が指摘されており、その場合、まずは警察力で対応することとなる。洋上での対応は、一義的には海上保安庁によって担われており、2012年（平成24年）の海上保安庁法改正により、海上保安官は、外国船への立入検査を行わずに領海からの退去を命令できるようになった。ただし海上保安官の権限は、民間船・民間人に対する行動に限られており、外国政府や海軍艦艇に対する武力行使を行うことはできない。
陸上での対応については、2012年（平成24年）の海上保安庁法改正の際に、海上保安庁長官が警察庁長官と協議して定めた離島であれば海上保安官でも警察権を行使できるようになったとはいえ、その後も不法上陸者に対する対応は一義的には都道府県警察によって担われており、2015年（平成27年）度からは数十名規模の沖縄県警察機動隊員が海上保安庁の巡視船に同乗して、警戒に当たってきた。2020年（令和2年）には、尖閣諸島を管轄する沖縄県警察に、海上民兵を含む武装漁民への対応を行うための国境離島警備隊が設けられたほか、上陸した集団次第では特殊急襲部隊（SAT）が展開することも想定されている。
警察では対応しきれないケースであっても、治安出動を命令する形で自衛隊を動かせば事態をエスカレートさせるおそれもあり、極めて慎重な政治的判断が必要となる。この問題に対し、警察力による対応から自衛隊による対応へとシームレスに移行できるよう、2015年（平成27年）7月にはまず海上保安庁と海上自衛隊、2016年（平成28年）11月にはこれらに警察庁も加えて、海上グレーゾーン作戦への対応を調整するための共同訓練が行われた。その後も訓練が重ねられ、2022年（令和4年）には、国境離島警備隊や水陸機動団も加わっての訓練が行われている。
なお海上保安庁については、法執行機関としての対応のほか、武力攻撃事態等に対する国民保護の一環として、離島における住民避難を担うことも想定されている。2023年（令和5年）6月には、防衛大臣の統制下で住民を乗せて避難させることを想定し、ジュネーヴ条約で定められた民間防衛組織の保護標章を巡視船に掲げての訓練が実施されたほか、多数の避難民を乗船させることができる30,000トン型巡視船の建造も検討されている。

### 自衛隊による対応
島嶼部を含む日本への侵攻が発生した場合、自衛隊は宇宙・サイバー・電磁波の領域および陸・海・空の領域における能力を有機的に融合し、相乗効果によって全体の能力を増幅させる領域横断作戦によってこれに対応することとされている。
陸上自衛隊では、2018年（平成30年）3月に陸上総隊およびその直轄部隊としての水陸機動団を発足させた。水陸機動団は、2002年（平成14年）に西部方面隊の直轄部隊として発足していた西部方面普通科連隊を発展させるかたちで発足したものである。陸上総隊司令官はこの水陸機動団を平時から指揮下に持つほか、必要に応じて方面隊等も指揮下に入れることもでき、更に海上自衛隊の自衛艦隊や航空自衛隊の航空総隊に相当する単一メジャーコマンドとして他自衛隊との調整も円滑化することから、島嶼防衛に求められる統合作戦能力の向上が期待されている。南西諸島の地域配備部隊の強化も図られており、対馬警備隊をモデルとして、2019年（平成31年）には宮古警備隊と奄美警備隊、2023年（令和5年）には八重山警備隊（石垣島）が編成されたほか、第15旅団の師団への改編も予定されている。またこれらに先立つ2016年（平成28年）には最西端の与那国島に与那国沿岸監視隊を新編、2022年（令和4年）からは同地で航空自衛隊の第53警戒隊与那国分遣班も同居しているほか、前記の八重山警備隊が駐屯する石垣駐屯地にも、その開設にあわせて地対空・地対艦誘導弾部隊が配置されている。
海上自衛隊でも、2013年（平成25年）8月の決定に基づき掃海隊群に水陸両用作戦の担当が付与されることになり、2016年（平成28年）7月にはおおすみ型輸送艦やLCAC-1級エア・クッション型揚陸艇を運用する第1輸送隊を編入するとともに、司令部に両用戦幕僚が配置された。揚陸艦の強化も検討されているほか、最新のもがみ型護衛艦の最初の2隻も、2022年（令和4年）の就役から2024年（令和6年）3月までは掃海隊群に所属し、各種の運用試験を行ってきた。同型は、平時には警戒監視や不法行動対処、防衛出動時には対潜戦・対水上戦や対機雷戦、対地火力支援を担うことが想定されている。
また、打撃力を担うスタンド・オフ・ミサイルなどの整備も進められている。具体的には12式地対艦誘導弾能力向上型、島嶼防衛用高速滑空弾、極超音速誘導弾の研究開発を実施し、各種誘導弾の長射程化などを進めるとともに、スタンド・オフ・ミサイルの運用能力向上を目的として、潜水艦に搭載可能な垂直ミサイル発射システムなどを開発・整備している。